# Testudo atlas
Testudo atlas és una espècie extinta de tortuga de la família Testudinidae, les restes procedeixen de l'Índia. És una tortuga del Plistocè, fa uns 2 milions d'anys. Tenia una àrea de distribució que anava des de l'oest de l'Índia i del Pakistan (possiblement cap a l'oest fins al sud i l'est d'Europa) fins a l'est a l'illa de Timor, a Indonèsia. És la tortuga terrestre més gran que ha existit mai, arribava als 2,5 m de longitud (més de 2 vegades la longitud de les tortugues gegants d'avui) i fins a 4 tones de pes. Les seves potes, com les de l'elefant, es projectaven als costats del cos i sostenien la pesada closca del dors. Els coixins a la planta de les seves compactes potes distribuïen el gran pes entre els cinc dits de cada pota, de robustes ungles. És probable que hagi estat herbívora com els seus parents actuals. Davant d'un perill podia amagar el cap i les potes en la seva pesada closca òssia per protegir-se.

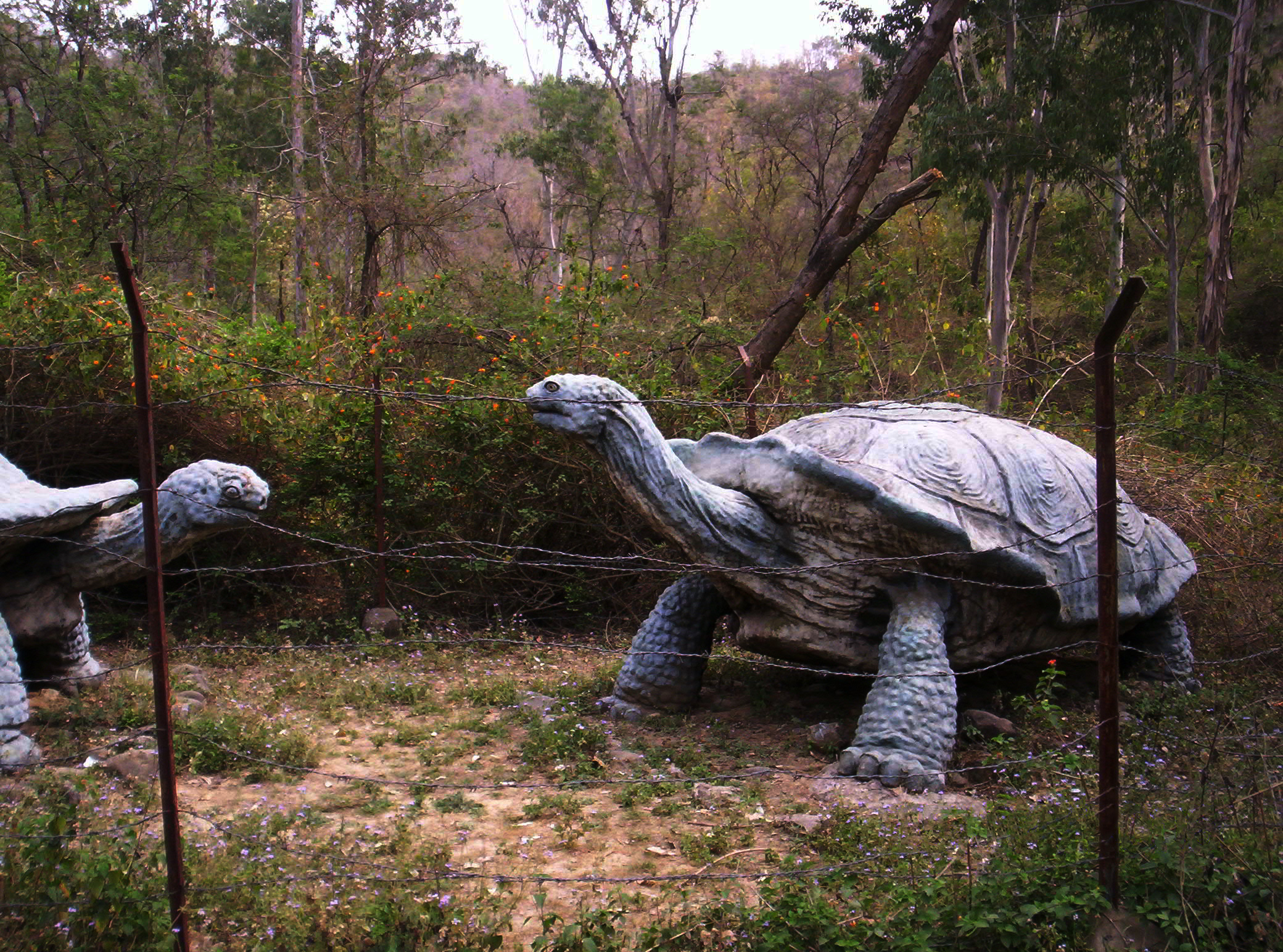
Reconstrucció de Testudo atlas